# Акавита
Akavita — система рейтинга сайтов Белоруссии на основе сбора статистических данных, каталог белорусских сайтов, статистика, анализ и ряд других сервисов.
Система статистики посещаемости показывает и сколько человек посетило сайт, и портрет каждого отдельного посетителя (зачем, откуда они пришли, сколько вернулось, страницы входа и выхода).
Руководитель системы статистики — Федор Короленко.

## История
Система была разработана в 1999 году, когда аналогичных сервисов в мире были единицы, определение страны по IP-адресу было уникальным, сервисы типа GeoIP появились в интернете лишь спустя 3 года. В ноябре был зарегистрирован домен akavita.com программа перешла в полноценный рабочий режим. Целью проекта была популяризация белорусских сайтов.

## Сервисы

### Рейтинг сайтов
Рейтинг посещаемости белорусских сайтов:.
Является основным инструментом подбора площадок при составлении медиапланов в белорусском интернете.
Предлагается как общий рейтинг сайтов (дифференцирован по регионам Белоруссии), так и по отдельным отраслям и интересам за период от одного дня до месяца.

## Каталог белорусских сайтов
Каталог сайтов белорусского интернета — один из крупнейших каталогов Байнета с сортировкой по рейтингу, алфавиту, дате добавления и числу переходов.

### СтАн
Глобальная статистика Белнета собиралась по всем сайтам белорусского Интернета.
Предоставлялась общая информация о развитии и тенденциях в Байнете:
- количество интернет-пользователей
- популярные запросы
- используемые поисковые системы
- каталоги
- технические характеристики (используемые браузеры, операционные системы, разрешение экрана, глубина света)

### Пульс белнета
Пульс белнета предоставляет актуальные белорусские новости. Сообщается о самых популярных новостях за последние 30 минут; популярность определяется на основе статистики открытия страниц конкретных новостей, собираемой счетчиками Акавита, установленными на соответствующих сайтах.